# Flores de septiembre
Flores de septiembre es una película documental argentina, dirigida por Pablo Osores, 	
Roberto Testa, Nicolás Wainszelbaum, sobre los adolescentes detenidos-desaparecidos en la Escuela Carlos Pellegrini, durante la última dictadura cívico-militar (1976-1983) en ese país. Fue realizada en 2003 y exhibida por primera vez en el salón de actos de la Escuela Superior de Comercio Carlos Pellegrini el mismo año, luego fue exhibida en el V BAFICI en la competencia "Lo nuevo de lo nuevo" y finalmente tuvo su estreno comercial en 2010, luego de obtener un concurso del INCAA para su ampliación en 35MM.
En Argentina se estima que desaparecieron en la última dictadura cívico-militar unas 30.000 personas. En 1998 el colegio secundario Carlos Pellegrini homenajeó a los detenidos-desaparecidos pertenecientes a ese colegio, la mayor parte de ellos adolescentes, sumando en total 37. El film contó en aquel momento con un fuerte acompañamiento del rector Abraham L.Gak. y Memoria Abierta.
La película reconstruye las historias de varios jóvenes desaparecidos, a través de testimonios de sobrevivientes, familiares y compañeros, y registra el homenaje que el colegio realizó en 1998, colocando una placa con sus nombres.
La película comienza y finaliza con una canción de Luis Alberto Spinetta, "Crisantemo", compuesta especialmente para el film.
La película fue exhibida en diversos festivales europeos, entre los que se destaca el Festival de Locarno, en Suiza y otros; fue además nominada a los premios Cóndor al "mejor videofilm". 

## Sinopsis
La película está realizada principalmente sobre la base de entrevistas a exalumnos, sobrevivientes, familiares, exdocentes, autoridades presentes y exautoridades del colegio. Junto a los testimonios se incluyen filmaciones de cada momento histórico, así como imágenes de los alumnos desaparecidos. En la segunda parte, el film documenta las movilizaciones y actos de padres y alumnos de la década de 1990, a favor del boleto estudiantil, y el acto de homenaje del colegio a los desaparecidos que concluyó con la colocación de una placa con sus nombres en la entrada del colegio. Poco antes de finalizar, el film muestra antiguas filmaciones caseras guardadas por los propios exalumnos.

## Desaparecidos del Carlos Pellegrini
1. Tomás Alarcón[4]
2. Juan Carlos Andreotti
3. Sergio Arcuschin
4. Rubén Benchoam,
5. Carlos Capitman
6. Claudio Braverman
7. Liliana Comba Cibeira de Marotta
8. Sergio Colombo
9. Jorge Luis Domínguez
10. Laura Feldman
11. Noemí Jansenson (desapareció estando embarazada, sus padres aún buscan al nieto)
12. Marta Libenson
13. Claudio Aníbal Luis y Pardo
14. Armando Madariaga
15. Juan Carlos Mártire
16. Rodolfo Ignacio Minsburg
17. Amalia Moavro
18. Patricia Mosso
19. Carlos Noriega
20. Amanda Ocampo
21. Raúl Osvaldo Ocampo
22. José María Orellano
23. José Orlando
24. Julio Rubil
25. Jaime Said
26. Rubén Omar Salazar Barenghi
27. Eduardo Sanjurjo
28. Jorge San Vicente
29. Patricia Silberstein
30. Abel Strejilevich
31. Rosana Szafirstein
32. Eduardo Testa
33. Diego Tofe
34. Carlos Ricardo Torres
35. Carlos Troksberg
36. Irene Diana Wechsler
37. Mauricio Weinstein

## Premios
- 2004: Nominado a los Premios Condor en la categoría Mejor Videofilm Argentino